# Edmund Neville Nevill
Edmund Neville Nevill mit Pseudonym Edmund Neison (geboren 27. August 1849 in Beverley; gestorben 14. Januar 1940 in Eastbourne) war ein britischer Astronom. Er verfasste 1876 The Moon, and the Condition and Configurations of Its Surface. Der Mondkrater Neison ist nach ihm benannt.